# قراءة الأعمش
قراءة الأعمش أبي محمد سليمان بن مهران الأعمش، هي إحدى القراءات الأربع الشاذة؛ قراءة الحسن البصري وابن محيصن المكي واليزيدي البصري والأعمش الأسدي، وهي القراءات الزائدة على القراءات العشر الصحيحة التي استوفت أركان القراءة الصحيحة من صحة السند وموافقة الرسم ووجه من أوجه اللغة العربية.
عندما جمع ابن مجاهد قراءات القراء السبعة في كتابه لم يختر قراءة الأعمش، وذلك لسببين:
- الأول: لأنها لا تخرج في الغالب عن قراءة الكوفيين ولم تكن قراءته كقراءة غيره من القراء الكوفيين مثل حمزة وعاصم.
- والثاني: لأن قراءته شاذة.[2]

## من الكتب التي ذكرت طرق الأعمش
- الروضة في القراءات الإحدى عشرة، لأبي علي الحسن بن محمد البغدادي المالكي، وقد قرأ  القرآن على أبي محمد الحسن بن محمد الفحام، وهو قرأ  على أبي نصر سلامة الموصلي إلى سورة الزخرف، وسمع باقي القرآن منه، وقرأ الموصلي على أحمد بن إبراهيم الوراق، وقرأ الوراق على خلف وأبي عبيد، ورويا عن الكسائي، وقرأ الكسائي على زائدة بن قدامة، وقرأ زائدة على الأعمش، وقيل: سمعها من الكسائي، ولقي الأعمش جماعة منهم إبراهيم يزيد عن علقمة والأسود بن يزيد عن عمر، وقرأ الأعمش أيضا عن أبي صالح عن أبي هريرة، وقرأ الأعمش على يحيى بن وثاب.[3]
- سبط الخياط في كتابه المبهج، بأسانيده المتصلة، وهي:-
  - طريق المطوعي عن إدريس: قرأ سبط الخياط على عبد القاهر بن عبد السلام العباسي، وقرأ عبد القاهر على الحسن بن سعيد المطوعي، وقرأ المطوعي على إدريس بن عبد الكريم الحداد، وقرأ إدريس على خلف البزار، وقرأ خلف على الكسائي، وقرأ الكسائي على زائدة، وقرأ زائدة على الأعمش
  - طريق ابن شنبوذ: قرأ سبط الخياط على أبي الفضل عز الشرف،  وقرأ أبو الفضل على محمد بن الحسين، وقرأ محمد بن الحسين على محمد بن أحمد الشنبوذي، وقرأ الشنبوذي على محمد بن أحمد بن شنبوذ، وقرأ ابن شنبوذ على أحمد بن إبراهيم وراق خلف، وقرأ وراق خلف على خلف والقاسم بن سلام، وقرآ على الكسائي، وقرأ الكسائي على زائدة ، وقرأ زائدة على الأعمش، وقرأ الأعمش على يحيى بن وثاب، ويحسى على زر بن حبيش وعبيدة السلماني وأبي شبل علقمة بن قيس والأسود بن يزيد ومسروق بن الأجدع، وكلهم قرؤوا على ابن مسعود، وهو قرأ على النبي صلى الله عليه وسلم.[4]